# Тернер, Иан
И́ан Росс Те́рнер (англ. Iain Ross Turner; 26 января 1984, Стерлинг, Шотландия) — шотландский футболист, выступавший на позиции вратаря.

## Клубная карьера
Иан Тернер родился 26 января 1984 в шотландском городе Стерлинг.
Первой командой Иана стал «Киппен» из маленькой деревушки, расположенной неподалёку от его родного города.
26 августа 2002 года Тернер подписал свой первый профессиональный контракт с клубом «Стерлинг Альбион». Проведя в «Альбион» всего половину сезона, молодой вратарь привлёк внимание со стороны английских «Чарльтон Атлетик», «Тоттенхэм Хотспур» и «Эвертона». Расторопней всех оказался клуб из Ливерпуля, который в январе 2003 года выкупил права на Тернера за 50 тысяч фунтов стерлингов. Но стать первым вратарём «ирисок» Иан не смог, проведя следующие два года в арендах в таких клубах, как «Честер Сити», «Донкастер Роверс» и «Уиком Уондерерс». 8 февраля 2006 года Тернер наконец дебютировал в составе «Эвертона» — в этот день его команда в рамках Кубка Англии встречалась с «Челси». Первая игра за «ирисок» у Иана не удалась — он пропустил четыре мяча, а «ириски» потерпели поражение со счётом 1:4. Через три дня Тернер впервые вышел в поединке английской Премьер-лиги против «Блэкберн Роверс». Но уже на 9-й минуте встречи вратарь был удалён с поля за игру руками за пределами штрафной площади.
В ноябре 2006 года Иан отправился в месячную аренду в клуб «Кристал Пэлас», провёл за «орлов» пять матчей.
В феврале 2007 года Тернер вновь был ссужен «Эвертоном» в другую команду — на это раз новым временным работодателем шотландца стал «Шеффилд Уэнсдей». 24 февраля вратарь дебютировал в составе «сов» в матче с «Саутенд Юнайтед». Иан защищал ворота «Шеффилда» в 11 играх — «Уэнсдей» не смог познать в них вкуса поражения или выигрывая, или сводя поединки вничью.
В 2009 году Тернер по арендному соглашению был взят клубом «Ноттингем Форест», за который провёл три игры.
Сезон 2009/10 Иан пропустил из-за тяжёлой травмы колена.
13 августа 2010 года шотландец был арендован клубом «Ковентри Сити». Уже на следующий день он дебютировал за «небесно-голубых» в поединке с «Уотфордом», но был заменён уже на 18-й минуте встречи из-за повреждения.
9 февраля 2011 года Тернер отправился в очередную ссуду — его новым временным работодателем стал «Престон Норт Энд». 12 февраля Иан впервые защищал ворота «северных» в официальном поединке — в тот день соперником ланкаширского коллектива был «Халл Сити». Сохранить ворота в неприкосновенности голкипер не смог, один раз «капитулировав» после точного удара Энтони Джеррарда — в итоге победу одержали «тигры» с минимальном счётом 1:0.
По окончании сезона 2010/11 контракт Тернера с «Эвертоном» закончился, и он стал свободным агентом. 29 июля 2011 года Иан подписал однолетнее соглашение о сотрудничестве со своим последним «игровым» клубом — «Престоном».
27 августа Тернер забил свой единственный гол в карьере — на 86-й минуте матча с «Ноттс Каунти» голкипер вынес мяч с рук по направлению к воротам оппонентов. Снаряд отскочил прямо перед коллегой шотландца по амплуа Стюартом Нельсоном и, перескочив через вратаря «сорок», залетел в сетку. 3 ноября на тренировке Иан получил перелом ноги и выбыл на неопределённый срок. Испытывающий острый дефицит голкиперов «Престон» вскоре подписал немецкого вратаря Торстена Штукманна, который, уверенно заняв место в ворота «северных», не уступил его и после того, как Тернер оправился от повреждения. 11 января 2012 года Иан был ссужен на срок до конца сезона 2011/12 в шотландский «Данфермлин Атлетик». Через три дня состоялся дебют Тернера в составе своей новой команды — он провёл полный матч 23-го тура Премьер-лиги против «Хиберниана», пропустив три мяча. 16 марта «Данфермлин» досрочно прекратил аренду голкипера вследствие травмы спины, полученной Ианом на тренировке.

## Карьера в сборной
В период с 2004 по 2005 год Тернер сыграл шесть матчей за молодёжную сборную Шотландии.
В мае 2009 года Иан был призван под знамёна Второй сборной Шотландии. 6 мая Тернер дебютировал в её составе, выйдя на замену вместо Дэвида Маршалла в поединке с североирландцами.

## Достижения
«Честер Сити»
- Победитель Футбольной Конференции Англии: 2003/04

## Статистика выступлений

### Клубная статистика
| Клуб                          | Сезон                         | Чемпионат | Чемпионат | Кубок | Кубок | Кубок Лиги | Кубок Лиги | Трофей Футбольной Лиги | Трофей Футбольной Лиги | Еврокубки | Еврокубки | Итого | Итого     |
| Клуб                          | Сезон                         | Игры      | Голы      | Игры  | Голы  | Игры       | Голы       | Игры                   | Голы                   | Игры      | Голы      | Игры  | Голы      |
| ----------------------------- | ----------------------------- | --------- | --------- | ----- | ----- | ---------- | ---------- | ---------------------- | ---------------------- | --------- | --------- | ----- | --------- |
| Стерлинг Альбион              | 2002/03                       | 13        | −12       | —     | —     | —          | —          | —                      | —                      | —         | —         | 13    | −12       |
| Всего за «Стерлинг Альбион»   | Всего за «Стерлинг Альбион»   | 13        | −12       | 0     | 0     | 0          | 0          | 0                      | 0                      | 0         | 0         | 13    | −12       |
| Честер Сити                   | 2003/04                       | 12        | −11       | —     | —     | —          | —          | —                      | —                      | —         | —         | 12    | −11       |
| Всего за «Честер Сити»        | Всего за «Честер Сити»        | 12        | −11       | 0     | 0     | 0          | 0          | 0                      | 0                      | 0         | 0         | 12    | −11       |
| Донкастер Роверс              | 2004/05                       | 8         | −14       | —     | —     | —          | —          | —                      | —                      | —         | —         | 8     | −14       |
| Всего за «Донкастер Роверс»   | Всего за «Донкастер Роверс»   | 8         | −14       | 0     | 0     | 0          | 0          | 0                      | 0                      | 0         | 0         | 8     | −14       |
| Уиком Уондерерс               | 2005/06                       | 3         | −2        | —     | —     | —          | —          | 1                      | −2                     | —         | —         | 4     | −4        |
| Всего за «Уиком Уондерерс»    | Всего за «Уиком Уондерерс»    | 3         | −2        | 0     | 0     | 0          | 0          | 1                      | −2                     | 0         | 0         | 4     | −4        |
| Эвертон                       | 2005/06                       | 3         | −2        | 1     | −4    | —          | —          | —                      | —                      | —         | —         | 4     | −6        |
| Эвертон                       | 2006/07                       | 1         | −4        | —     | —     | 1          | 0          | —                      | —                      | —         | —         | 2     | −4        |
| Всего за «Эвертон»            | Всего за «Эвертон»            | 4         | −6        | 1     | −4    | 1          | 0          | 0                      | 0                      | 0         | 0         | 6     | −10       |
| Кристал Пэлас                 | 2006/07                       | 5         | −1        | —     | —     | —          | —          | —                      | —                      | —         | —         | 5     | −1        |
| Всего за «Кристал Пэлас»      | Всего за «Кристал Пэлас»      | 5         | −1        | 0     | 0     | 0          | 0          | 0                      | 0                      | 0         | 0         | 5     | −1        |
| Шеффилд Уэнсдей               | 2006/07                       | 11        | −11       | —     | —     | —          | —          | —                      | —                      | —         | —         | 11    | −11       |
| Всего за «Шеффилд Уэнсдей»    | Всего за «Шеффилд Уэнсдей»    | 11        | −11       | 0     | 0     | 0          | 0          | 0                      | 0                      | 0         | 0         | 11    | −11       |
| Ноттингем Форест              | 2008/09                       | 3         | −4        | —     | —     | —          | —          | —                      | —                      | —         | —         | 3     | −4        |
| Всего за «Ноттингем Форест»   | Всего за «Ноттингем Форест»   | 3         | −4        | 0     | 0     | 0          | 0          | 0                      | 0                      | 0         | 0         | 3     | −4        |
| Ковентри Сити                 | 2010/11                       | 2         | −3        | —     | —     | —          | —          | —                      | —                      | —         | —         | 2     | −3        |
| Всего за «Ковентри Сити»      | Всего за «Ковентри Сити»      | 2         | −3        | 0     | 0     | 0          | 0          | 0                      | 0                      | 0         | 0         | 2     | −3        |
| Престон Норт Энд              | 2010/11                       | 17        | −24       | —     | —     | —          | —          | —                      | —                      | —         | —         | 17    | −24       |
| Престон Норт Энд              | 2011/12                       | 11        | −22 (1)*  | —     | —     | 1          | −2         | —                      | —                      | —         | —         | 12    | −24 (1)*  |
| Всего за «Престон Норт Энд»   | Всего за «Престон Норт Энд»   | 28        | −46 (1)*  | 0     | 0     | 1          | −2         | 0                      | 0                      | 0         | 0         | 29    | −48 (1)*  |
| Данфермлин Атлетик            | 2011/12                       | 4         | −7        | —     | —     | —          | —          | —                      | —                      | —         | —         | 4     | −7        |
| Всего за «Данфермлин Атлетик» | Всего за «Данфермлин Атлетик» | 4         | −7        | 0     | 0     | 0          | 0          | 0                      | 0                      | 0         | 0         | 4     | −7        |
| Всего за карьеру              | Всего за карьеру              | 93        | −117 (1)* | 1     | −4    | 2          | −2         | 1                      | −2                     | 0         | 0         | 97    | −125 (1)* |

* — забитый гол
(откорректировано по состоянию на 28 января 2012)